# آرامگاه محمد قریشی گزنک
بقعه محمد قریشی گزنک مربوط به دوره قاجار است.. در شهرستان آمل، بخش لاریجان، شهر گزنک واقع شده و این اثر در تاریخ ۱۰ خرداد ۱۳۸۲ با شمارهٔ ثبت ۸۸۱۰ به‌عنوان یکی از آثار ملی ایران به ثبت رسیده است.